# Sierra Gorda, Chile
Sierra Gorda este o comună din provincia Antofagasta, regiunea Antofagasta, Chile, cu o populație de 1.069 locuitori (2012) și o suprafață de 12886,4 km2.